# 呰部バスストップ

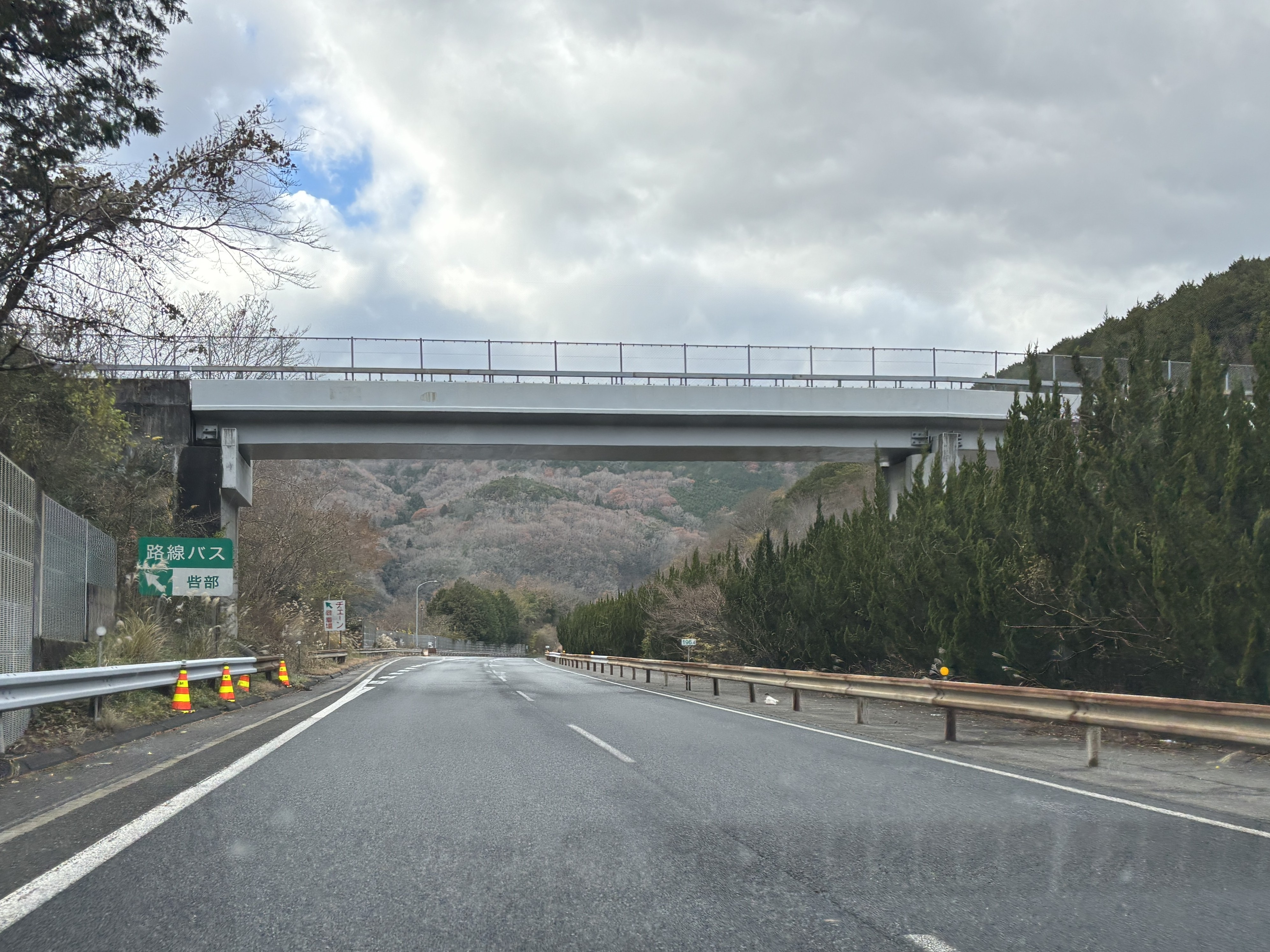
呰部バスストップ（下り）

呰部バスストップ（あざえバスストップ）は、岡山県真庭市下呰部の中国自動車道上にあるバス停。バス事業者は北房呰部（ほくぼうあざえ）という呼称を使用している。
バス停西側の呰部トンネルからトンネル・急カーブが連続するため、呰部BS~新見IC間は最高速度が60km/hに規制されている。

## 停車する路線
| のりば | 愛称                | 会社名                           | 行先                                                   | 備考  |
| ------ | ------------------- | -------------------------------- | ------------------------------------------------------ | ----- |
| 上り線 | 大阪 - 新見・三次線 | 阪急バス・阪急観光バス・備北バス | 大阪（新大阪駅・梅田（阪急三番街高速バスターミナル）） |       |
| 下り線 | メリーバード号      | 日ノ丸自動車                     | 広島（大塚駅・広島バスセンター）                       | [ 2 ] |

## 隣
E2A 中国自動車道
(16)落合IC/BS - 真庭PA - (17)北房JCT - (18)北房IC - 呰部BS - 布瀬BS - (18-1)大佐SA/BS/SIC - 熊谷BS - (19)新見IC/BS

## バス停へのアクセス
- 備北バス 北房小学校前バス停から徒歩約8分
- 備北バス 呰部バス停から徒歩約12分

## 位置情報
- 北緯34度57分44秒 東経133度38分05秒 / 北緯34.96222度 東経133.63472度
- 呰部［北西］ - 地理院地図
- 真庭市下呰部 真庭市立北房中央保育園 - Google マップ